# Roland Schröder
Roland Schröder (Köthen, RDA, 17 de agosto de 1962) es un deportista de la RDA que compitió en remo.
Participó en los Juegos Olímpicos de Seúl 1988, obteniendo una medalla de oro en la prueba de cuatro sin timonel. Ganó dos medallas en el Campeonato Mundial de Remo, en los años 1989 y 1990.

## Palmarés internacional
| Juegos Olímpicos   | Juegos Olímpicos     | Juegos Olímpicos  | Juegos Olímpicos   |
| Año                | Lugar                | Medalla           | Prueba             |
| ------------------ | -------------------- | ----------------- | ------------------ |
| 1988               | Seúl (Corea del Sur) | Medalla de oro    | Cuatro sin timonel |
| Campeonato Mundial |                      |                   |                    |
| Año                | Lugar                | Medalla           | Prueba             |
| 1989               | Bled (Yugoslavia)    | Medalla de plata  | Ocho con timonel   |
| 1990               | Tasmania (Australia) | Medalla de bronce | Ocho con timonel   |